# Сан-Педро-дель-Пінатар
Сан-Педро-дель-Пінатар (ісп. San Pedro del Pinatar) — муніципалітет в Іспанії, у складі автономної спільноти Мурсія. Населення — 23 903 особи (2010).
Муніципалітет розташований на відстані близько 390 км на південний схід від Мадрида, 38 км на південний схід від Мурсії.
На території муніципалітету розташовані такі населені пункти: (дані про населення за 2010 рік)
- Лос-Антолінос: 1456 осіб
- Лас-Беатас: 175 осіб
- Лос-Куартерос: 2678 осіб
- Лас-Есперансас: 1253 особи
- Лос-Гомес: 97 осіб
- Лос-Імбернонес: 315 осіб
- Лома-де-Абахо: 719 осіб
- Лома-де-Арріба: 132 особи
- Ель-Мохон: 309 осіб
- Лас-Пачекас: 45 осіб
- Ло-Паган: 2856 осіб
- Лос-Пеньяскос: 1530 осіб
- Лос-Саес: 1536 осіб
- Ель-Салеро: 257 осіб
- Лас-Салінас: 17 осіб
- Сан-Педро-дель-Пінатар: 10166 осіб
- Лос-Таррагас: 189 осіб
- Лос-Верас: 173 особи

## Демографія
Динаміка населення (INE ):

## Галерея зображень

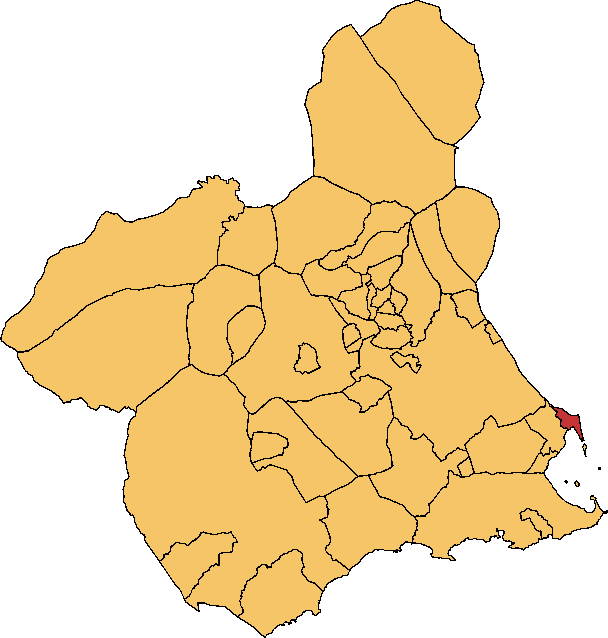
Розташування муніципалітету у провінції Мурсія
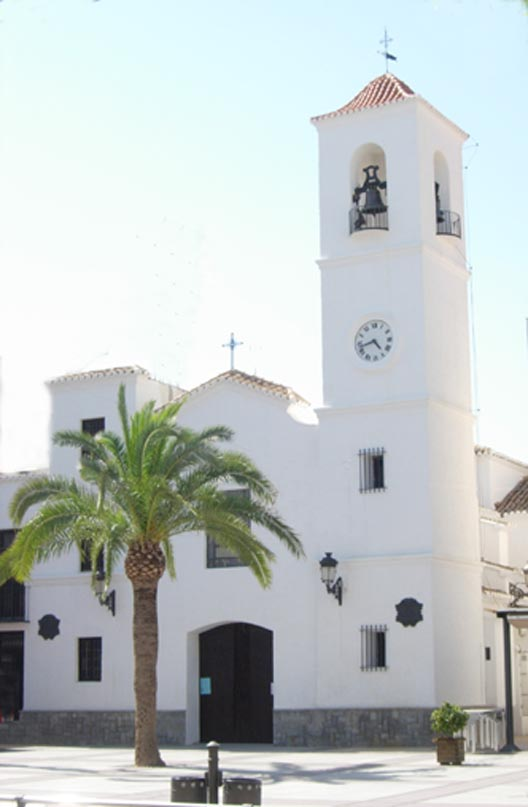
Церква Сан-Педро-Апостол
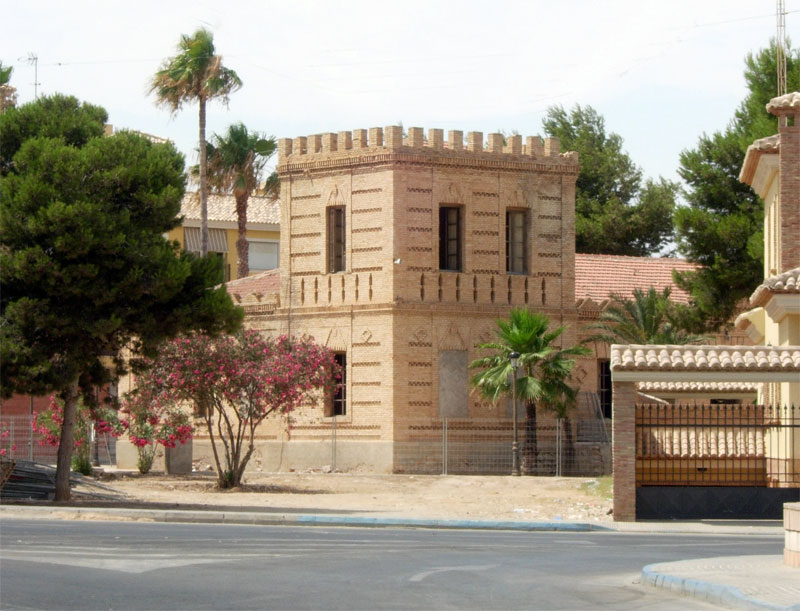
Археологічний і етнографічний музей